# Canal de Mafia
El Canal de Mafia (en inglés: Mafia Channel) es una extensión de agua entre el estuario del río Rufiji y la isla de Mafia, en Tanzania, en la costa este de África. Los deltas en la desembocadura del río Rufiji extruden hacia la isla y el agua es forzada a través de ella, causando una erosión constante de los deltas y de la propia isla.